# Adam Moussa
Adam Hashem Moussa (in arabo آدم هاشم موسى‎?; Il Cairo, 14 luglio 2002) è un cestista egiziano.

## Carriera

### Nazionale
Nel 2023 è stato convocato per il Mondiale.